# KNVB-Pokal 1995/96
Der KNVB-Pokal 1995/96 (unter Sponsorenschaft auch Amstel-Cup) war die 78. Auflage des niederländischen Fußball-Pokalwettbewerbs. An ihr nahmen die 18 Mannschaften der Eredivisie, die 18 Teams der Eerste Divisie und 46 Vertreter aus dem Amateurbereich teil.
Pokalsieger wurde PSV Eindhoven. Das Team setzte sich im Finale gegen den Sparta Rotterdam durch. Der Sieger erhielt einen Startplatz im Europapokal der Pokalsieger.

## Modus
Die K.-o.-Spiele wurden in einer Begegnung entschieden. Bei unentschiedenem Ausgang gab es eine Verlängerung von zweimal 15 Minuten und gegebenenfalls ein Elfmeterschießen. Die Sieger der Vorrunde qualifizierten sich für die Gruppenphase. Dort spielte jedes Team in einer einfachen Runde gegen die anderen drei Gruppengegner. Die Erst- und Zweitplatzierten kamen in die nächste Runde.
Nach den Gruppenspielen wurde in den K.-o.-Runden bei einem Unentschieden und der darauffolgenden Verlängerung die Partie durch das Golden Goal entschieden.

## Teilnehmende Teams
| Eredivisie (18) | Eredivisie (18) | Eerste Divisie (18) | Eerste Divisie (18) |
| --- | --- | --- | --- |
| - Ajax Amsterdam - Roda JC Kerkrade - PSV Eindhoven - Feyenoord Rotterdam - NAC Breda - Go Ahead Eagles - FC Groningen - SC Heerenveen - Sparta Rotterdam             | - NEC Nijmegen - FC Twente Enschede - FC Utrecht - Vitesse Arnheim - FC Volendam - RKC Waalwijk - Willem II Tilburg - Fortuna Sittard ▲ - BV De Graafschap ▲ | - FC Dordrecht '90 ▼ - MVV Maastricht ▼ - AZ Alkmaar - BVO Emmen - FC Den Bosch - Cambuur Leeuwarden - VV Eindhoven - Excelsior Rotterdam - FC Den Haag | - HFC Haarlem - SC Heracles Almelo '74 - Helmond Sport - TOP Oss - RBC Roosendaal - SC Telstar 1963 - BV Veendam - VVV-Venlo - FC Zwolle   |
| Gewinner der Amateurligen (7) | | | |
| - VV Appingedam - VV Baronie | - VV IJsselmeervogels - CSV Jong Holland | - VV Katwijk - Kozakken Boys | - Sparta Rotterdam II |
| weitere Amateure (39) | | | |
| - SV Abdissenbosch - Achilles Veen - ACV Assen - AFC '34 Alkmaar - Alphense Racing Club - AFC Amsterdam - Ajax Amsterdam II - DWV Amsterdam - ADO Den Haag - SV Argon | - DIO Haarlem - Sportclub Enschede - Fortuna Sittard II - GVVV - RKSV Halsteren - SC Heerenveen II - HVV Hollandia - HSV Hoek - FC Lisse - SV Meerssen       | - RKSV Nuenen - ONS Sneek - SV Panningen - Be Quick Zutphen - K.v.v. Quick Boys - VV Rozenburg - SV Spakenburg - RKVV STEVO - VV SVBO - VV Titan        | - SV TOP Oss - SV De Treffers - SV Urk - VIOS Den Haag - RKVV Volharding - Wilhelmina '08 Weert - WKE Emmen - WSV Apeldoorn - OBW Zevenaar |

## Vorrunde
Es nahmen nur Amateurmannschaften teil.
| Datum      |                      | Ergebnis              |                      |
| ---------- | -------------------- | --------------------- | -------------------- |
| 25.05.1995 | ADO Den Haag         | 1:3                   | HSV Hoek             |
| 25.05.1995 | AFC Amsterdam        | 0:1                   | RKVV Volharding      |
| 25.05.1995 | RKSV Nuenen          | 1:2                   | AFC '34 Alkmaar      |
| 26.05.1995 | Fortuna Sittard II   | 2:4                   | RKVV STEVO           |
| 27.05.1995 | Achilles Veen        | 0:4                   | Wilhelmina '08 Weert |
| 27.05.1995 | ACV Assen            | 1:3                   | WKE Emmen            |
| 27.05.1995 | Ajax Amsterdam II    | 14:00                 | VV Titan             |
| 27.05.1995 | Alphense Racing Club | 0:3                   | SV Panningen         |
| 27.05.1995 | GVVV                 | 9:3                   | SV Abdissenbosch     |
| 27.05.1995 | SC Heerenveen II     | 1:3                   | SV Urk               |
| 27.05.1995 | FC Lisse             | 6:0                   | DIO Haarlem          |
| 27.05.1995 | ONS Sneek            | 1:2                   | OBW Zevenaar         |
| 27.05.1995 | VV Rozenburg         | 0:1                   | SV De Treffers       |
| 27.05.1995 | SV Spakenburg        | 0:0 n. V. (4:5 i. E.) | VIOS Den Haag        |
| 27.05.1995 | WSV Apeldoorn        | 2:6                   | K.v.v. Quick Boys    |
| 28.05.1995 | SV Argon             | 3:1 n. V.             | DWV Amsterdam        |
| 28.05.1995 | Be Quick Zutphen     | 1:6                   | RKSV Halsteren       |
| 28.05.1995 | Sportclub Enschede   | 3:0                   | VV SVBO              |
| 28.05.1995 | SV TOP Oss           | 7:3                   | SV Meerssen          |

### Zwischenrunde
Der HVV Hollandia stieg in dieser Runde ein.
| Datum      |                   | Ergebnis |                   |
| ---------- | ----------------- | -------- | ----------------- |
| 03.06.1995 | SV Urk            | 6:1      | OBW Zevenaar      |
| 05.06.1995 | HVV Hollandia     | 4:1      | WKE Emmen         |
| 09.06.1995 | K.v.v. Quick Boys | 0:2      | Ajax Amsterdam II |

## Gruppenphase
An ihr nahmen die 16 Sieger der Vorrunde bzw. Zwischenrunde, 14 Clubs der Eredivisie 1994/95 (Platz 5 bis 18), die 18 Clubs der Eerste Divisie 1994/95, sowie acht Vertreter der höchsten Amateurliga.

### Gruppe 1
| Datum      |                    | Ergebnis |                    |
| ---------- | ------------------ | -------- | ------------------ |
| 13.08.1995 | FC Groningen       | 4:1      | BV Veendam         |
| 22.08.1995 | VV Appingedam      | 1:2      | Cambuur Leeuwarden |
| 26.08.1995 | VV Appingedam      | 1:4      | FC Groningen       |
| 30.08.1995 | BV Veendam         | 0:2      | Cambuur Leeuwarden |
| 02.09.1995 | BV Veendam         | 4:0      | VV Appingedam      |
| 02.09.1995 | Cambuur Leeuwarden | 3:4      | FC Groningen       |

| Pl. | Verein                 | Sp. | S | U | N | Tore    | Diff. | Punkte |
| --- | ---------------------- | --- | - | - | - | ------- | ----- | ------ |
| 1.  | FC Groningen (A)       | 3   | 3 | 0 | 0 | 012:500 | +7    | 09     |
| 2.  | Cambuur Leeuwarden (D) | 3   | 2 | 0 | 1 | 007:500 | +2    | 06     |
| 3.  | BV Veendam (D)         | 3   | 1 | 0 | 2 | 005:600 | −1    | 03     |
| 4.  | VV Appingedam (A)      | 3   | 0 | 0 | 3 | 002:100 | −8    | 0      |

### Gruppe 2
| Datum      |                        | Ergebnis |                        |
| ---------- | ---------------------- | -------- | ---------------------- |
| 12.08.1995 | SC Heerenveen          | 2:1      | BVO Emmen              |
| 23.08.1995 | SV Urk                 | 1:4      | SC Heracles Almelo '74 |
| 30.08.1995 | BVO Emmen              | 1:4      | SC Heracles Almelo '74 |
| 02.09.1995 | BVO Emmen              | 2:2      | SV Urk                 |
| 02.09.1995 | SC Heracles Almelo '74 | 1:0      | SC Heerenveen          |
| 16.09.1995 | SV Urk                 | 1:1      | SC Heerenveen          |

| Pl. | Verein                     | Sp. | S | U | N | Tore    | Diff. | Punkte |
| --- | -------------------------- | --- | - | - | - | ------- | ----- | ------ |
| 1.  | SC Heracles Almelo '74 (D) | 3   | 3 | 0 | 0 | 009:200 | +7    | 09     |
| 2.  | SC Heerenveen (E)          | 3   | 1 | 1 | 1 | 003:300 | ±0    | 04     |
| 3.  | SV Urk (A)                 | 3   | 0 | 2 | 1 | 004:700 | −3    | 02     |
| 4.  | BVO Emmen (D)              | 3   | 0 | 1 | 2 | 004:800 | −4    | 01     |

### Gruppe 3
| Datum      |                    | Ergebnis |                    |
| ---------- | ------------------ | -------- | ------------------ |
| 13.08.1995 | FC Twente Enschede | 5:1      | FC Zwolle          |
| 23.08.1995 | FC Zwolle          | 6:1      | Sportclub Enschede |
| 23.08.1995 | RKVV STEVO         | 0:4      | FC Twente Enschede |
| 27.08.1995 | Sportclub Enschede | 1:3      | RKVV STEVO         |
| 30.09.1995 | FC Twente Enschede | 3:0      | Sportclub Enschede |
| 30.09.1995 | RKVV STEVO         | 1:4      | FC Zwolle          |

| Pl. | Verein                 | Sp. | S | U | N | Tore    | Diff. | Punkte |
| --- | ---------------------- | --- | - | - | - | ------- | ----- | ------ |
| 1.  | FC Twente Enschede (E) | 3   | 3 | 0 | 0 | 012:100 | +11   | 09     |
| 2.  | FC Zwolle (D)          | 3   | 2 | 0 | 1 | 011:700 | +4    | 06     |
| 3.  | RKVV STEVO (A)         | 3   | 1 | 0 | 2 | 004:900 | −5    | 03     |
| 4.  | Sportclub Enschede (A) | 3   | 0 | 0 | 3 | 002:120 | −10   | 0      |

### Gruppe 4
| Datum      |                     | Ergebnis |                     |
| ---------- | ------------------- | -------- | ------------------- |
| 12.08.1995 | Go Ahead Eagles     | 5:2      | TOP Oss             |
| 23.08.1995 | TOP Oss             | 5:2      | GVVV                |
| 23.08.1995 | VV IJsselmeervogels | 0:2      | Go Ahead Eagles     |
| 26.08.1995 | GVVV                | 0:1      | VV IJsselmeervogels |
| 30.08.1995 | GVVV                | 3:5      | Go Ahead Eagles     |
| 02.09.1995 | TOP Oss             | 1:1      | VV IJsselmeervogels |

| Pl. | Verein                  | Sp. | S | U | N | Tore    | Diff. | Punkte |
| --- | ----------------------- | --- | - | - | - | ------- | ----- | ------ |
| 1.  | Go Ahead Eagles (E)     | 3   | 3 | 0 | 0 | 012:500 | +7    | 09     |
| 2.  | TOP Oss (D)             | 3   | 1 | 1 | 1 | 008:800 | ±0    | 04     |
| 3.  | VV IJsselmeervogels (A) | 3   | 1 | 1 | 1 | 002:300 | −1    | 04     |
| 4.  | GVVV (A)                | 3   | 0 | 0 | 3 | 005:110 | −6    | 0      |

### Gruppe 5
| Datum      |                      | Ergebnis |                      |
| ---------- | -------------------- | -------- | -------------------- |
| 12.08.1995 | MVV Maastricht       | 3:0      | Fortuna Sittard      |
| 23.08.1995 | SV Panningen         | 4:5      | MVV Maastricht       |
| 26.08.1995 | Fortuna Sittard      | 9:0      | Wilhelmina '08 Weert |
| 30.08.1995 | Wilhelmina '08 Weert | 1:2      | MVV Maastricht       |
| 30.08.1995 | SV Panningen         | 1:1      | Fortuna Sittard      |
| 03.09.1995 | Wilhelmina '08 Weert | 1:1      | SV Panningen         |

| Pl. | Verein                   | Sp. | S | U | N | Tore    | Diff. | Punkte |
| --- | ------------------------ | --- | - | - | - | ------- | ----- | ------ |
| 1.  | MVV Maastricht (D)       | 3   | 3 | 0 | 0 | 010:500 | +5    | 09     |
| 2.  | Fortuna Sittard (E)      | 3   | 2 | 1 | 0 | 010:400 | +6    | 07     |
| 3.  | SV Panningen (A)         | 3   | 1 | 0 | 2 | 006:700 | −1    | 03     |
| 4.  | Wilhelmina '08 Weert (A) | 3   | 0 | 0 | 3 | 002:120 | −10   | 0      |

### Gruppe 6
| Datum      |                   | Ergebnis |                   |
| ---------- | ----------------- | -------- | ----------------- |
| 12.08.1995 | Willem II Tilburg | 1:0      | VVV-Venlo         |
| 23.08.1995 | SV TOP Oss        | 0:6      | Willem II Tilburg |
| 23.08.1995 | VVV-Venlo         | 0:0      | VV Eindhoven      |
| 30.08.1995 | SV TOP Oss        | 1:5      | VVV-Venlo         |
| 30.08.1995 | VV Eindhoven      | 1:5      | Willem II Tilburg |
| 02.09.1995 | VV Eindhoven      | 5:2      | SV TOP Oss        |

| Pl. | Verein                | Sp. | S | U | N | Tore    | Diff. | Punkte |
| --- | --------------------- | --- | - | - | - | ------- | ----- | ------ |
| 1.  | Willem II Tilburg (E) | 3   | 3 | 0 | 0 | 012:100 | +11   | 09     |
| 2.  | VVV-Venlo (D)         | 3   | 1 | 1 | 1 | 005:200 | +3    | 04     |
| 3.  | VV Eindhoven (D)      | 3   | 1 | 1 | 1 | 006:700 | −1    | 04     |
| 4.  | SV TOP Oss (A)        | 3   | 0 | 0 | 3 | 003:160 | −13   | 0      |

### Gruppe 7
| Datum      |                  | Ergebnis |                  |
| ---------- | ---------------- | -------- | ---------------- |
| 12.08.1995 | Helmond Sport    | 1:3      | BV De Graafschap |
| 23.08.1995 | RKVV Volharding  | 2:6      | Helmond Sport    |
| 23.08.1995 | SV De Treffers   | 1:8      | BV De Graafschap |
| 27.08.1995 | SV De Treffers   | 4:1      | RKVV Volharding  |
| 30.08.1995 | BV De Graafschap | 5:0      | RKVV Volharding  |
| 30.08.1995 | Helmond Sport    | 3:2      | SV De Treffers   |

| Pl. | Verein               | Sp. | S | U | N | Tore    | Diff. | Punkte |
| --- | -------------------- | --- | - | - | - | ------- | ----- | ------ |
| 1.  | BV De Graafschap (E) | 3   | 3 | 0 | 0 | 016:200 | +14   | 09     |
| 2.  | Helmond Sport (D)    | 3   | 2 | 0 | 1 | 010:700 | +3    | 06     |
| 3.  | SV De Treffers (A)   | 3   | 1 | 0 | 2 | 007:120 | −5    | 03     |
| 4.  | RKVV Volharding (A)  | 3   | 0 | 0 | 3 | 003:150 | −12   | 0      |

### Gruppe 8
| Datum      |                     | Ergebnis |                     |
| ---------- | ------------------- | -------- | ------------------- |
| 12.08.1995 | NAC Breda           | 4:0      | Excelsior Rotterdam |
| 23.08.1995 | NAC Breda           | 2:0      | VV Baronie          |
| 27.08.1995 | VV Baronie          | 1:3      | Sparta Rotterdam II |
| 30.08.1995 | Sparta Rotterdam II | 3:4      | NAC Breda           |
| 30.08.1995 | Excelsior Rotterdam | 1:4      | VV Baronie          |
| 02.09.1995 | Excelsior Rotterdam | 1:4      | Sparta Rotterdam II |

| Pl. | Verein                  | Sp. | S | U | N | Tore    | Diff. | Punkte |
| --- | ----------------------- | --- | - | - | - | ------- | ----- | ------ |
| 1.  | NAC Breda (E)           | 3   | 3 | 0 | 0 | 010:300 | +7    | 09     |
| 2.  | Sparta Rotterdam II (A) | 3   | 2 | 0 | 1 | 010:600 | +4    | 06     |
| 3.  | VV Baronie (A)          | 3   | 1 | 0 | 2 | 005:600 | −1    | 03     |
| 4.  | Excelsior Rotterdam (D) | 3   | 0 | 0 | 3 | 002:120 | −10   | 0      |

### Gruppe 9
| Datum      |                | Ergebnis |                |
| ---------- | -------------- | -------- | -------------- |
| 13.08.1995 | RKC Waalwijk   | 1:1      | RBC Roosendaal |
| 23.08.1995 | RKSV Halsteren | 0:2      | RKC Waalwijk   |
| 23.08.1995 | RBC Roosendaal | 0:0      | HSV Hoek       |
| 26.08.1995 | HSV Hoek       | 5:1      | RKSV Halsteren |
| 30.08.1995 | RKC Waalwijk   | 6:0      | HSV Hoek       |
| 30.08.1995 | RBC Roosendaal | 2:0      | RKSV Halsteren |

| Pl. | Verein             | Sp. | S | U | N | Tore    | Diff. | Punkte |
| --- | ------------------ | --- | - | - | - | ------- | ----- | ------ |
| 1.  | RKC Waalwijk (E)   | 3   | 2 | 1 | 0 | 009:100 | +8    | 07     |
| 2.  | RBC Roosendaal (D) | 3   | 1 | 2 | 0 | 003:100 | +2    | 05     |
| 3.  | HSV Hoek (A)       | 3   | 1 | 1 | 1 | 005:700 | −2    | 04     |
| 4.  | RKSV Halsteren (A) | 3   | 0 | 0 | 3 | 001:900 | −8    | 0      |

### Gruppe 10
| Datum      |               | Ergebnis |               |
| ---------- | ------------- | -------- | ------------- |
| 13.08.1995 | FC Utrecht    | 4:0      | FC Den Haag   |
| 23.08.1995 | FC Den Haag   | 5:2      | VIOS Den Haag |
| 26.08.1995 | Kozakken Boys | 0:3      | FC Den Haag   |
| 26.08.1995 | VIOS Den Haag | 1:1      | Kozakken Boys |
| 30.08.1995 | VIOS Den Haag | 0:5      | FC Utrecht    |
| 30.08.1995 | Kozakken Boys | 0:2      | FC Utrecht    |

| Pl. | Verein            | Sp. | S | U | N | Tore    | Diff. | Punkte |
| --- | ----------------- | --- | - | - | - | ------- | ----- | ------ |
| 1.  | FC Utrecht (E)    | 3   | 3 | 0 | 0 | 011:000 | +11   | 09     |
| 2.  | FC Den Haag (D)   | 3   | 2 | 0 | 1 | 008:600 | +2    | 06     |
| 3.  | Kozakken Boys (A) | 3   | 0 | 1 | 2 | 001:600 | −5    | 01     |
| 4.  | VIOS Den Haag (A) | 3   | 0 | 1 | 2 | 003:110 | −8    | 01     |

### Gruppe 11
| Datum      |                   | Ergebnis |                   |
| ---------- | ----------------- | -------- | ----------------- |
| 13.08.1995 | Vitesse Arnheim   | 3:2      | FC Dordrecht '90  |
| 23.08.1995 | HVV Hollandia     | 0:1      | Vitesse Arnheim   |
| 23.08.1995 | FC Dordrecht '90  | 0:0      | Ajax Amsterdam II |
| 27.08.1995 | HVV Hollandia     | 0:0      | Ajax Amsterdam II |
| 30.08.1995 | FC Dordrecht '90  | 3:1      | HVV Hollandia     |
| 30.08.1995 | Ajax Amsterdam II | 0:0      | Vitesse Arnheim   |

| Pl. | Verein                | Sp. | S | U | N | Tore    | Diff. | Punkte |
| --- | --------------------- | --- | - | - | - | ------- | ----- | ------ |
| 1.  | Vitesse Arnheim (E)   | 3   | 2 | 1 | 0 | 004:200 | +2    | 07     |
| 2.  | FC Dordrecht '90 (D)  | 3   | 1 | 1 | 1 | 005:400 | +1    | 04     |
| 3.  | Ajax Amsterdam II (A) | 3   | 0 | 3 | 0 | 000:000 | ±0    | 03     |
| 4.  | HVV Hollandia (A)     | 3   | 0 | 1 | 2 | 001:400 | −3    | 01     |

### Gruppe 12
| Datum      |                  | Ergebnis |                  |
| ---------- | ---------------- | -------- | ---------------- |
| 13.08.1995 | NEC Nijmegen     | 2:0      | FC Den Bosch     |
| 23.08.1995 | SV Argon         | 0:0      | NEC Nijmegen     |
| 23.08.1995 | FC Den Bosch     | 5:1      | CSV Jong Holland |
| 27.08.1995 | CSV Jong Holland | 2:1      | SV Argon         |
| 30.08.1995 | SV Argon         | 1:2      | FC Den Bosch     |
| 30.08.1995 | CSV Jong Holland | 0:1      | NEC Nijmegen     |

| Pl. | Verein               | Sp. | S | U | N | Tore    | Diff. | Punkte |
| --- | -------------------- | --- | - | - | - | ------- | ----- | ------ |
| 1.  | NEC Nijmegen (E)     | 3   | 2 | 1 | 0 | 003:000 | +3    | 07     |
| 2.  | FC Den Bosch (D)     | 3   | 2 | 0 | 1 | 007:400 | +3    | 06     |
| 3.  | CSV Jong Holland (A) | 3   | 1 | 0 | 2 | 003:700 | −4    | 03     |
| 4.  | SV Argon (A)         | 3   | 0 | 1 | 2 | 002:400 | −2    | 01     |

### Gruppe 13
| Datum      |                  | Ergebnis |                  |
| ---------- | ---------------- | -------- | ---------------- |
| 13.08.1995 | Sparta Rotterdam | 4:0      | SC Telstar 1963  |
| 22.08.1995 | FC Lisse         | 0:2      | Sparta Rotterdam |
| 23.08.1995 | SC Telstar 1963  | 4:0      | VV Katwijk       |
| 26.08.1995 | FC Lisse         | 1:1      | VV Katwijk       |
| 30.08.1995 | SC Telstar 1963  | 3:0      | FC Lisse         |
| 30.08.1995 | VV Katwijk       | 1:8      | Sparta Rotterdam |

| Pl. | Verein               | Sp. | S | U | N | Tore    | Diff. | Punkte |
| --- | -------------------- | --- | - | - | - | ------- | ----- | ------ |
| 1.  | Sparta Rotterdam (E) | 3   | 3 | 0 | 0 | 014:100 | +13   | 09     |
| 2.  | SC Telstar 1963 (D)  | 3   | 2 | 0 | 1 | 007:400 | +3    | 06     |
| 3.  | FC Lisse (A)         | 3   | 0 | 1 | 2 | 001:600 | −5    | 01     |
| 4.  | VV Katwijk (A)       | 3   | 0 | 1 | 2 | 002:130 | −11   | 01     |

### Gruppe 14
| Datum      |                 | Ergebnis |                 |
| ---------- | --------------- | -------- | --------------- |
| 13.08.1995 | HFC Haarlem     | 3:0      | AFC '34 Alkmaar |
| 23.08.1995 | AFC '34 Alkmaar | 0:3      | AZ Alkmaar      |
| 23.08.1995 | HFC Haarlem     | 1:1      | FC Volendam     |
| 30.08.1995 | AFC '34 Alkmaar | 1:1      | FC Volendam     |
| 30.08.1995 | AZ Alkmaar      | 2:1      | HFC Haarlem     |
| 02.09.1995 | FC Volendam     | 0:0      | AZ Alkmaar      |

| Pl. | Verein              | Sp. | S | U | N | Tore    | Diff. | Punkte |
| --- | ------------------- | --- | - | - | - | ------- | ----- | ------ |
| 1.  | AZ Alkmaar (D)      | 3   | 2 | 1 | 0 | 005:100 | +4    | 07     |
| 2.  | HFC Haarlem (D)     | 3   | 1 | 1 | 1 | 005:300 | +2    | 04     |
| 3.  | FC Volendam (E)     | 3   | 1 | 1 | 1 | 002:200 | ±0    | 04     |
| 4.  | AFC '34 Alkmaar (A) | 3   | 0 | 1 | 2 | 001:700 | −6    | 01     |

## K.-o.-Runde

### 2. Runde
Die besten vier Klubs der Eredivisie 1994/95 (Ajax, Roda JC, PSV, Feyenoord) stiegen in dieser Runde ein. Ab dieser Runde wurde das Golden Goal in der Verlängerung angewandt.
| Datum      |                            | Ergebnis              |                       |
| ---------- | -------------------------- | --------------------- | --------------------- |
| 28.11.1995 | Go Ahead Eagles (E)        | 1:1 n. V. (0:1 i. E.) | Fortuna Sittard (E)   |
| 28.11.1995 | Roda JC Kerkrade (E)       | 2:1 n.GG              | FC Groningen (E)      |
| 28.11.1995 | Sparta Rotterdam (E)       | 3:1                   | FC Den Bosch (D)      |
| 28.11.1995 | TOP Oss (D)                | 1:2                   | FC Zwolle (D)         |
| 29.11.1995 | Cambuur Leeuwarden (D)     | 1:0 n.GG              | SC Heerenveen (E)     |
| 29.11.1995 | FC Den Haag (D)            | 1:0 n.GG              | Vitesse Arnheim (E)   |
| 29.11.1995 | Feyenoord Rotterdam (E)    | 3:0                   | RBC Roosendaal (D)    |
| 29.11.1995 | Helmond Sport (D)          | 3:3 n. V. (4:3 i. E.) | FC Dordrecht '90 (D)  |
| 29.11.1995 | MVV Maastricht (D)         | 0:0 n. V. (3:2 i. E.) | Willem II Tilburg (E) |
| 29.11.1995 | NAC Breda (E)              | 4:1                   | SC Telstar 1963 (D)   |
| 29.11.1995 | NEC Nijmegen (E)           | 0:0 n. V. (0:2 i. E.) | AZ Alkmaar (D)        |
| 29.11.1995 | FC Twente Enschede (E)     | 2:1                   | HFC Haarlem (D)       |
| 29.11.1995 | FC Utrecht (E)             | 0:2                   | PSV Eindhoven (E)     |
| 29.11.1995 | VVV-Venlo (D)              | 2:0                   | RKC Waalwijk (E)      |
| 30.11.1995 | Sparta Rotterdam II (A)    | 0:2                   | BV De Graafschap (E)  |
| 24.01.1996 | SC Heracles Almelo '74 (D) | 0:3                   | Ajax Amsterdam (E)    |

### Achtelfinale
| Datum      |                         | Ergebnis              |                        |
| ---------- | ----------------------- | --------------------- | ---------------------- |
| 24.01.1996 | AZ Alkmaar (D)          | 0:1                   | Sparta Rotterdam (E)   |
| 24.01.1996 | FC Den Haag (D)         | 1:2                   | FC Twente Enschede (E) |
| 24.01.1996 | Feyenoord Rotterdam (E) | 1:0                   | NAC Breda (E)          |
| 24.01.1996 | BV De Graafschap (E)    | 1:3                   | PSV Eindhoven (E)      |
| 24.01.1996 | Helmond Sport (D)       | 1:2 n.GG              | MVV Maastricht (D)     |
| 24.01.1996 | Roda JC Kerkrade (E)    | 1:1 n. V. (2:1 i. E.) | FC Zwolle (D)          |
| 24.01.1996 | VVV-Venlo (D)           | 0:0 n. V. (4:3 i. E.) | Fortuna Sittard (E)    |
| 30.01.1996 | Cambuur Leeuwarden (D)  | 2:0                   | Ajax Amsterdam (E)     |

### Viertelfinale
| Datum      |                        | Ergebnis |                         |
| ---------- | ---------------------- | -------- | ----------------------- |
| 28.02.1996 | VVV-Venlo (D)          | 0:2      | Roda JC Kerkrade (E)    |
| 28.02.1996 | Sparta Rotterdam (E)   | 1:0      | Cambuur Leeuwarden (D)  |
| 28.02.1996 | MVV Maastricht (D)     | 1:2      | Feyenoord Rotterdam (E) |
| 28.02.1996 | FC Twente Enschede (E) | 1:3      | PSV Eindhoven (E)       |

### Halbfinale
| Datum      |                      | Ergebnis |                         |
| ---------- | -------------------- | -------- | ----------------------- |
| 07.04.1996 | Sparta Rotterdam (E) | 1:0 n.GG | Feyenoord Rotterdam (E) |
| 02.05.1996 | PSV Eindhoven (E)    | 3:1      | Roda JC Kerkrade (E)    |

### Finale
| PSV Eindhoven                       | PSV Eindhoven | Sparta Rotterdam | Sparta Rotterdam |
| ----------------------------------- | --- | --- | ---------------- |
| PSV Eindhoven                       | \| 16. Mai 1996 in Rotterdam (De Kuip) \| \| Ergebnis: 5:2 (2:1) \| \| Zuschauer: 35.000 \| \| Schiedsrichter: Mario van der Ende \| \| Spielbericht \| | \| 16. Mai 1996 in Rotterdam (De Kuip) \| \| Ergebnis: 5:2 (2:1) \| \| Zuschauer: 35.000 \| \| Schiedsrichter: Mario van der Ende \| \| Spielbericht \| | Sparta Rotterdam |
| PSV Eindhoven                       | Ronald Waterreus – Chris van der Weerden, Stan Valckx, Jaap Stam, Arthur Numan – Marciano Vink, Wim Jonk (89. Boudewijn Zenden), Jan Wouters (90. Björn van der Doelen), Phillip Cocu – Luc Nilis (75. Ronaldo), René Eijkelkamp Cheftrainer: Dick Advocaat | Edward Metgod – Jerry Smith, John Veldman, Gérard de Nooijer, Dave van der Meer – Alfons Groenendijk, Nico Jalink (83. Mark Noorlander), Arjan van der Laan – Dennis Krijgsman, Dennis de Nooijer, Carlos Fortes (69. Maikel Renfurm) Cheftrainer: Henk ten Cate | Sparta Rotterdam |
| PSV Eindhoven                       | 1:0 Phillip Cocu (7.) 2:0 Merciano Vink (14.) 3:1 John Veldman (65., Eigentor) 4:2 Wim Jonk (87.) 5:2 Björn van der Doelen (90.+2') | 2:1 Dave van der Meer (45.) 3:2 Dennis de Nooijer (79., Foulelfmeter) | Sparta Rotterdam |
| PSV Eindhoven                       | Jan Wouters, René Eijkelkamp | Dave van der Meer, Nico Jalink, Dennis Krijgsman | Sparta Rotterdam |
| 16. Mai 1996 in Rotterdam (De Kuip) | | |                  |
| Ergebnis: 5:2 (2:1)                 | | |                  |
| Zuschauer: 35.000                   | | |                  |
| Schiedsrichter: Mario van der Ende  | | |                  |
| Spielbericht                        | | |                  |